# 謝升 (明朝)
謝升（？—1402年），益都路密州諸城縣人，明朝政治人物。
其生平事跡不詳。約知建文年間官至監察御史。建文四年（1402年）靖難之役後，燕王朱棣進入南京，謝升與聊城人丁志芳、懷寧人甘霖等御史從容就死。史稱：「忠憤激發，視刀鋸鼎鑊甘之若飴，百世而下，凜凜猶有生氣。」